# Senwes Park
Der Senwes Park ist ein Cricket-Stadion in der südafrikanischen Stadt Potchefstroom. Das Stadion dient als Heimstätte des Highveld Lions.

## Kapazität und Infrastruktur
Das Stadion hat eine Sitzplatzkapazität von 18.000 Plätzen. Die beiden Ends heißen Cargo Motors End und University End.

## Nutzung
Internationales Cricket wird in dem Stadion seit 2000 gespielt, Test seit 2002. Beim Cricket World Cup 2003 fanden hier drei Partien statt.